# 坂本たかや
坂本 たかや（さかもと たかや、1997年5月27日 - ）は、日本の俳優。神奈川県出身。身長165cm、血液型はA型。 
『ANAひまわりプロジェクト・トラックドライバー レイの約束』で羽田善夫役として2004年にデビュー、子役として活動を始める。CMではみのもんたと『タマホーム』で共演など。

## テレビ番組
- 連続テレビ小説ドラマ「天花」（2004年4月 - 9月、NHK総合）
- セサミストリート（テレビ東京）
- メタボリックバンド（2008年）
- 土曜プレミアム「ホームレス中学生」（2008年7月12日、フジテレビ） - あかね役
- わたしが子どもだったころ（NHK総合）
- 時々迷々 第11話「ど根性大根」（2009年10月、NHK教育） - シンヤ役
- 鈴木先生（2011年4月 - 6月、テレビ東京）

## 映画
- エリートヤンキー三郎（2009年2月28日）

## 舞台
- 狐と笛吹き

## CM
- タマホーム
- 東京ディズニーシー
- 第一三共
- カルピスアミールS
- マクドナルド・ハッピーセット